# Susan Moller Okin
Pour les articles homonymes, voir Okin.
Susan Moller Okin (19 juillet 1946 - 3 mars 2004) était une philosophe, auteure et féministe libérale.

## Biographie
Okin est née en 1946 à Auckland, en Nouvelle-Zélande. Elle a fréquenté l'école primaire Remuera et l'école secondaire Remuera Intermediate and Epsom Girls, où elle fut honorée du titre de "Dux" réservé aux meilleurs étudiants en 1963.
Elle obtient une licence de l'Université d'Auckland en 1966, une maîtrise en philosophie au Somerville College d'Oxford en 1970 et un doctorat à Harvard en 1975.
Elle a enseigné à l'Université d'Auckland, Vassar, à l'Brandeis et à Harvard avant de rejoindre la faculté de Stanford.
Okin occupait un poste de professeure invitée à l'Institut Radcliffe for Advanced Study de l'Université Harvard au moment de son décès en 2004.
Le corps d'Okin a été retrouvé à son domicile à Lincoln, dans le Massachusetts, le 3 mars 2004. Elle avait 57 ans. La cause du décès est encore inconnue.

## Travaux
Okin, comme de nombreuses féministes libérales de son époque, a souligné les nombreuses manières dont la discrimination fondée sur le sexe s'oppose aux aspirations des femmes. Les féministes libérales ont défendu des réformes visant à faire de l'égalité sociale et politique une réalité pour les femmes .
En 1979, elle publie Women in Western Political Thought, où elle détaille l'histoire des perceptions des femmes dans la philosophie politique occidentale.
Son livre de 1989 Justice, Gender and Family est une critique des théories modernes de la justice. Ces théories incluent le libéralisme de John Rawls, le libertarianisme de Robert Nozick et le communautarisme d'Alasdair MacIntyre et Michael Walzer. Pour la thèse majeure de chaque théoricien, elle soutient qu'une hypothèse fondamentale est incorrecte en raison d'une perception erronée du sexe ou des relations familiales. Plus largement, selon Okin, ces théoriciens écrivent dans une perspective masculine qui suppose à tort que l'institution de la famille est juste. Elle estime que la famille perpétue les inégalités entre les sexes dans toute la société, en particulier parce que les enfants acquièrent leurs valeurs et leurs idées dans le contexte sexiste de la famille, puis grandissent pour mettre en pratique ces idées à l'âge adulte. En d’autres mots, une demeure qui a une mentalité oppressive et injuste envers le sexe féminin place la femme dans un étant d'infériorité. Avec le temps, cette manière de penser sera considérée comme étant normale et affectera les  jeunes, puis formera un mur pour les futures femmes.
Okin affirme également que le mariage affecte l'image de la femme de deux façons : en lui donnant la responsabilité d'élever et d'éduquer les enfants par elle-même et en la considérant dépendante de son époux aux yeux de la société. En effet, cette idéologie que la femme n'est pas égale à l'homme dévalorise les femmes, les pousse à viser bas et à se contenter d'être une porteuse d'enfant,. Pour qu'une théorie de la justice soit exhaustive, Okin affirme qu'elle doit inclure les femmes et qu'elle doit s'attaquer aux inégalités de genre qui, selon elle, prévalent dans les familles modernes.
Okin distingue les sphères privées et publiques. La sphère privée qui correspond à un environnement familial et la sphère publique qui représente la société. Celles-ci sont reliées entre elles, car le public est formé à l’aide du privé. Les gens sont des membres d’une famille avant d’être des citoyens. S’il y a des inégalités dans une famille, celles-ci seront, évidemment, transmises dans la sphère publique. Selon Susan Moller Okin, il est impossible de départager ces deux sphères, car l’égalité entre les femmes et les hommes doit d’abord se faire dans la sphère privée.
Okin pointe deux approches féministes opposées pour mettre fin à la discrimination légale fondée sur le sexe à l'égard des femmes dans son essai de 1991 "Sexual Difference, Feminism, and the Law" (La différence sexuelle, le féminisme et la loi). Selon elle, examiner l'histoire et les ramifications contemporaines des discriminations basées sur le sexe, et débattre de la meilleure façon de mettre fin à l'inégalité entre les sexes, constituait deux sujets majeurs pour les théories féministes légales. Okin oppose A Fearful Freedom de Wendy Kaminer, qui défend une approche d'égalité des droits, soutenant des lois non-sexistes et un traitement égal et non spécifique pour les femmes, à Justice and Gender de Deborah Rhode, qui soutient qu'une approche d'égalité des droits est insuffisante pour compenser la discrimination passée contre les femmes. De l'avis d'Okin, le fait de ne pas déterminer si les différences entre les hommes et les femmes sont fondées sur la biologie ou la culture est une lacune des deux argumentations. L'essai se termine par un appel aux féministes des deux côtés pour qu'elles cessent de se battre les unes contre les autres et travaillent ensemble pour améliorer les situations défavorisées de nombreuses femmes de l'époque.
La séparation des rôles selon le genre est causée par la biologie de la femme. Le fait que les femmes donnent naissance et s’occupent du bébé a engendré l’idée de femme au foyer. Cependant, il est rendu possible de détourner ces fonctions biologiques. Une femme peut décider d’avorter, mais pour celle qui décide de garder l’enfant, il existe différents moyens pour sortir de la sphère privée tout en assurant la sécurité du jeune. Par exemple, la présence des garderies permet de prendre soin des enfants sans que la mère soit présente. Donc, pour atteindre l’égalité dans la sphère publique, la femme doit avoir accès à plusieurs options pour pouvoir se séparer de son destin biologique.
En 1993, avec Jane Mansbridge, elle a résumé une grande partie de son travail et celui d'autres personnes dans son article "Feminism".
Dans son essai de 1999, davantage développé dans l'anthologie Is Multiculturalism Bad for Women? (Le multiculturalisme est-il mauvais pour les femmes ?), Okin affirme que le multiculturalisme s’opposerait au droit des femmes puisqu’il s'oppose à l'assimilationnisme classique qui, par définition est un mouvement d'idées ayant pour objectif de faire disparaître tout particularisme culturel. Tandis que les féministes essaient de bannir tout acte et loi qui discrimine les femmes, le multiculturalisme cherche le bien commun entre les différentes ethnies tout en gardant leurs particularités et leurs valeurs. Plus précisément, l’idéologie de multiculturalisme refuserait de mettre en place des lois qui obligeraient à certaines cultures d’abandonner leurs croyances ne considèrant pas la femme comme étant égale à l’homme.
Okin soutient que la préoccupation pour la préservation de la diversité culturelle ne devrait pas éclipser la nature discriminatoire des rôles de genre dans de nombreuses cultures minoritaires traditionnelles, et que, à tout le moins, la "culture" ne devrait pas être utilisée comme une excuse pour faire reculer le mouvement des droits des femmes .
Selon Ryoa Chung, Okin est préoccupée par ce que les personnes pourraient faire en utilisant “la protection des droits collectifs des minorités culturelles au nom du multiculturalisme”. En ayant cet espace privé où l’État n’a pas de pouvoir comme dans la sphère publique, elle craint que des personnes puissent poser des gestes malveillants justifiés par la culture qui viendraient invalider certaines notions de la protection des droits individuels des femmes, ce qui ferait également régresser l’avancée des femmes dans la voie vers l’égalité des sexes.
De manière semblable, selon Paul May dans son livre Philosophie du multiculturalisme, Okin établit qu’une tension existe entre les pensées du féminisme et du multiculturalisme. Dans plusieurs groupes les femmes sont soumises à des règles culturelles qui sont en place pour les encadrer, ce qui crée une incompatibilité entre les pensées du féminisme et du multiculturalisme. De plus, amener les femmes et les hommes à un pied d’égalité signifie d’amener une vague de changements majeurs qui pourrait être vue comme une sorte de rébellion dans certains groupes puisque ces changements iraient à l'encontre de leurs traditions.

### Livres
- Susan Moller Okin, Women in Western political thought, Princeton, New Jersey, Princeton University Press, 1979, 371 p. (ISBN 978-0-691-02191-1, lire en ligne)
- Susan Moller Okin, Justice, gender, and the family, New York, Basic Books, 1989, 224 p. (ISBN 978-0-465-03703-2, lire en ligne)
- Susan Moller Okin et Jane Mansbridge, Feminism, Aldershot, England Brookfield, Vermont, USA, E. Elgar, coll. « Schools of Thought in Politics », 1994, 376 p. (ISBN 978-1-85278-565-9)
- Susan Moller Okin, Martha Nussbaum, Joshua Cohen et Matthew Howard, Is multiculturalism bad for women?, Princeton, New Jersey, Princeton University Press, 1999, 146 p. (ISBN 978-0-691-00432-7, lire en ligne) Originally an essay (pdf).

### Chapitres de livres
- Okin, Susan Moller; Mansbridge, Jane (2005), "Feminism", in Goodin, Robert E.; Petit, Philip (eds.), A companion to contemporary political philosophy, Oxford, UK: Blackwell Publishing, pp. 269–290,  (ISBN 9781405130653).

### Articles de journaux
- Okin, « Reason and feeling in thinking about justice », Ethics, vol. 99, no 2,‎ janvier 1989, p. 229–249 (DOI 10.1086/293064, JSTOR 2381433)